# Saxegothaea conspicua
Saxegothaea conspicua (Lindl.) – gatunek niewielkiego, wolno rosnącego wiecznie zielonego drzewa, często też o krzaczastym pokroju, należącego do rodziny zastrzalinowatych. Jedyny przedstawiciel monotypowego rodzaju Saxegothaea. Występuje w południowym Chile i południowo-zachodniej Argentynie. Rośnie tam w wilgotnych lasach deszczowych, w tym także w lasach z Nothofagus dombeyi, Drimys winteri i Podocarpus nubigena. Drzewa te dostarczają cenionego drewna i uprawiane są jako ozdobne, aczkolwiek tylko w łagodnym, wilgotnym klimacie.
Nazwa rodzaju upamiętnia Księcia Alberta (1819–1861) nawiązując do jego niemieckiej tytulatury (Franz August Carl Albert Emmanuel von Sachsen-Coburg und Gotha).

## Morfologia

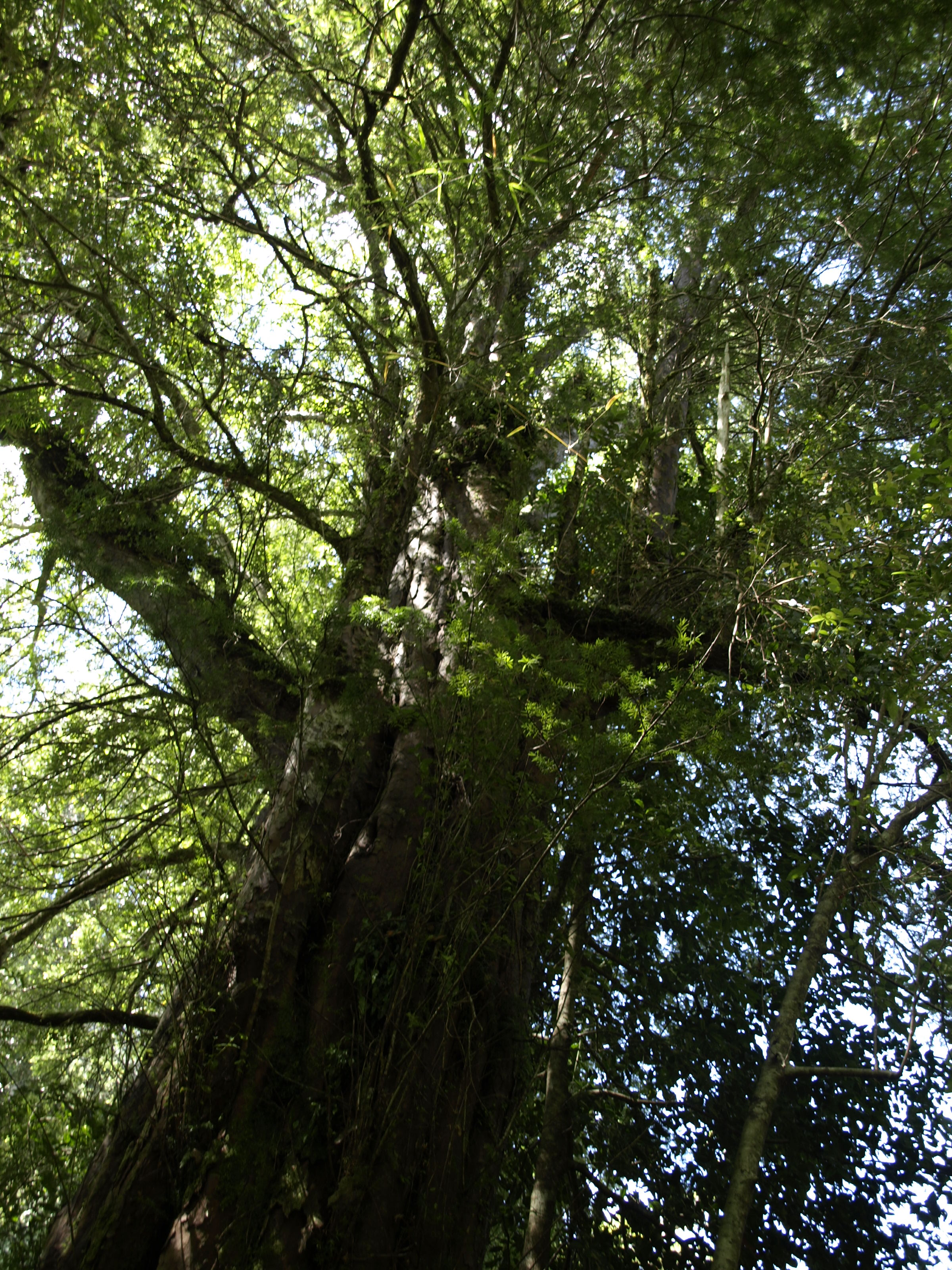
Dorosłe drzewo w Chile

PokrójNa naturalnych stanowiskach korona smukła, stożkowa. W uprawie bardziej rozłożyste. W naturze osiąga do 30 m wysokości, ale w uprawie tylko do 20 m. Często ma też pokrój krzewiasty. Kora ciemnobrązowa, łuszczy się pasami odsłaniając jaśniejsze, czerwonobrązowe miejsca. Boczne gałązki zwisają.
LiścieZimozielone, równowąskie, kłujące. Osiągają do 3 cm długości i są lekko zagięte. Od są góry ciemnozielone, od spodu z dwoma białymi paskami.
KwiatyMęskie skupione w drobne, kotkowate kwiatostany barwy fioletowobrązowej, wyrastające parami u nasady igieł. Kwiaty żeńskie rozwijają się na końcach krótkopędów w postaci niewielkich szyszek z łuskami rozpostartymi i zagiętymi.
SzyszkiW trakcie dojrzewania łuski nasienne kwiatostanów żeńskich mięśnieją i zrastają się w kulistawe szyszki osiągające ok. 1 cm długości.

## Systematyka
Jeden z rodzajów rodziny zastrzalinowate Podocarpaceae. W niektórych ujęciach bywa wyodrębniany do własnej rodziny Saxegothaeaceae.